# Estádio Fonte Nova
Het Estádio Fonte Nova, ook bekend onder de naam  Estádio Octávio Mangabeira, was een voetbalstadion in Salvador, Brazilië. Het stadion werd op 28 januari 1951 geopend. Bij de opening had het stadion een capaciteit van 35.000 plaatsen. Na een renovatie werd de capaciteit vergroot naar 110.000 plaatsen. Dit is later teruggebracht naar 66.000 toeschouwers. Het stadion was de thuishaven van de voetbalclubs Esporte Clube Bahia en Esporte Clube Vitória.  Nadat een deel van de bovenste tribunes van het stadion naar beneden vielen -waarbij zeven doden en vele gewonden vielen- besliste de regering van Bahia om het stadion te slopen en op dezelfde site een nieuw stadion te bouwen. Het nieuwe stadion Bahia Arena was een van de speelstadions tijdens het WK voetbal 2014.

## Geschiedenis

### Bouw van het stadion
Na de Tweede Wereldoorlog werd het Wereldkampioenschap voetbal 1950 aan Brazilië toegewezen. Het stadsbestuur van Salvador stelde zich kandidaat en begon in 1947 aan de bouw van een nieuw multifunctioneel stadion, dat 35.000 plaatsen zou tellen. Door vertraging in het bouwproces, kon het stadion niet tijdig opgeleverd worden voor het WK, waardoor Salvador geen speelstad was voor het toernooi. Het stadion werd op 28 januari 1951 met de wedstrijd tussen Guarany en Botafogo de Bahia ingewijd. Het duel eindigde op 2-1 voor Guarany. In de jaren nadien werden rondom het stadion kantoorgebouwen, een gymzaal, een sportdorp en andere accommodaties afgerond. In 1959 won Bahia het eerste nationale kampioenschap van Brazilië.

### Renovatie en uitbreiding
Door dit kampioenschap en de enorme bevolkingsgroei in Salvador, werd Bahia een populaire club. Het stadion werd al snel te klein en Bahia, Vitória (dat zijn intrek ook in het stadion had genomen) en de stad Salvador besloten het stadion uit te breiden. Er werd een tweede, zwevende, ring op het stadion geplaatst en de capaciteit werd naar 110.000 plaatsen uitgebreid. Op 4 maart 1971 werd het stadion heropend, met een duowedstrijd Bahia tegen Flamengo, en daarna Vitória tegen Grêmio. In het gedrang kwamen die dag enkele mensen om en vielen tientallen gewonden te betreuren. Op 12 februari 1989 noteerde het stadion de grootste opkomst ooit. 110.438 toeschouwers zagen de wedstrijd tussen Bahia en de Braziliaanse topclub Fluminense. Bahia versloeg de club uit Rio de Janeiro met 2-1.

### Stadionramp en sloop
Op 25 november 2007 speelde Bahia een thuiswedstrijd tegen Vila Nova FC. Er was er een massale opkomst omdat Bahia kampioen kon worden van de Campeonato Brasileiro Série C. Bahia en Vila Nova FC speelden met 0-0 gelijk en Bahia promoveerde naar de Campeonato Brasileiro Série B. Vlak voor het eindsignaal begaf een deel van de bovenste tribunes en stortte naar beneden. Er vielen zeven doden en tientallen gewonden. Na de stadionramp bleek dat het stadion drie weken voor de ramp door architecten en constructiemedewerkers beoordeeld was op veiligheid en comfort. Het rapport was vernietigend en verklaarde dat het Estádio Fonte Nova geen veiligheid en comfort bood en een ruïne was. Het stadion werd zelfs het onveiligste stadion van Brazilië genoemd. De regering van Bahia besloot om het stadion definitief te sluiten en in Brazilië kwam een nationale discussie op gang over de veiligheid van voetbalstadions en voetbalwedstrijden. In 2010 werd Fonte Nova gesloopt en op dezelfde plaats werd een nieuw stadion gebouwd, dat Bahia Arena heet. Het nieuwe stadion zal gebruikt worden voor het WK voetbal 2014 en de Olympische Zomerspelen 2016, die beide in Brazilië zullen plaatsvinden.